# Кзыл-Юл (Тукаевский район)
 Кзыл-Юл — поселок в Тукаевском районе Татарстана. Входит в состав Биклянского сельского поселения.
Входит в Набережночелнинскую агломерацию.

## География
Находится в северо-восточной части Татарстана на расстоянии приблизительно 13 км на запад-юго-запад от юго-западной границы районного центра города Набережные Челны.

## История
Основан в 1920-х годах. 

## Население
Постоянных жителей было: в 1938 году — 136, в 1949 — 101, в 1958 — 71, в 1970 — 95, в 1979 — 52, в 1989 — 9, 30 в 2002 году (татары 93%), 41 в 2010.